# Paolo Priori
Paolo Priori (Roma, 9 luglio 1955) è un pilota motociclistico italiano, ritiratosi dall'attività agonistica.

## Carriera
Inizia la sua carriera disputando delle gare in salita nel 1974, in seguito inizia a correre su pista e nel 1979 debutta come wild card nel motomondiale classe 50 sul tracciato di Imola; in quell'occasione conclude al 10º posto nonostante una caduta alla curva della Tosa.
Nel 1981 ottiene il titolo di Campione italiano nella classe 50. Continua a correre sia nel campionato italiano sia nel mondiale e in seguito passa alla classe 80, nuova minima cilindrata del circuito iridato.
Nel 1983 ottiene un brillante nono posto nel Gran Premio di San Marino vinto dallo spagnolo Ricardo Tormo.
Nel 1987 il miglior risultato è un settimo posto nel gran premio di Monza.
L'anno successivo il miglior risultato è il decimo posto ottenuto sul tracciato del Nürburgring. Nel motomondiale 1989 in sella ad una Krauser ottiene la sesta posizione nella classifica finale con, quali migliori risultati, due settimi posti nei Gran Premi di Jugoslavia e Cecoslovacchia. Alla fine del 1990 si ritira dall'attività agonistica.

## Risultati nel motomondiale

### Classe 50
| 1979 | Classe | Moto  |    |    |   |    |   |    |   |   |    |    |    |    |     |  | Punti | Pos. |
| ---- | ------ | ----- | -- | -- | - | -- | - | -- | - | - | -- | -- | -- | -- | --- |  | ----- | ---- |
| 1979 | 50     | Derbi | NE | NE | - | 10 | - | 14 | - | - | NE | NE | NE | NE | Rit |  | 1     | 28º  |

| 1980 | Classe | Moto     |    |  |    |  |  |  |    |    |    |  |  |  |  |  | Punti | Pos. |
| ---- | ------ | -------- | -- |  | -- |  |  |  | -- | -- | -- |  |  |  |  |  | ----- | ---- |
| 1980 | 50     | Ringhini | NP |  | NE |  |  |  | NE | NE | NE |  |  |  |  |  | 0     |      |

| 1982 | Classe | Moto     |    |    |    |   |   |    |    |   |    |    |    |    |    |   | Punti | Pos. |
| ---- | ------ | -------- | -- | -- | -- | - | - | -- | -- | - | -- | -- | -- | -- | -- | - | ----- | ---- |
| 1982 | 50     | Paolucci | NE | NE | NE | - | 9 | 17 | NE | - | NE | NE | NE | NE | 15 | - | 2     | 17º  |

| 1983 | Classe | Moto     |    |   |    |    |   |    |   |    |    |    |    |   |  |  | Punti | Pos. |
| ---- | ------ | -------- | -- | - | -- | -- | - | -- | - | -- | -- | -- | -- | - |  |  | ----- | ---- |
| 1983 | 50     | Paolucci | NE | - | 16 | NQ | - | NE | - | NP | NE | NE | NE | 9 |  |  | 2     | 22º  |

| Legenda | 1º posto        | 2º posto            | 3º posto            | A punti      | Senza punti        | Grassetto – Pole position Corsivo – Giro più veloce |
| Legenda | Gara non valida | Non qual./Non part. | Ritirato/Non class. | Squalificato | '-' Dato non disp. | Grassetto – Pole position Corsivo – Giro più veloce |

### Classe 80
| 1986 | Classe | Moto     |    |   |    |    |  |    |    |    |    |    |    |   |  |  |  | Punti | Pos. |
| ---- | ------ | -------- | -- | - | -- | -- |  | -- | -- | -- | -- | -- | -- | - |  |  |  | ----- | ---- |
| 1986 | 80     | Lusuardi | 19 | - | NP | NP |  | NP | NE | NE | NP | NE | 19 | - |  |  |  | 0     |      |

| 1987 | Classe | Moto    |    |    |    |   |    |  |     |    |   |    |     |     |   |    |    | Punti | Pos. |
| ---- | ------ | ------- | -- | -- | -- | - | -- |  | --- | -- | - | -- | --- | --- | - | -- | -- | ----- | ---- |
| 1987 | 80     | Krauser | NE | 14 | 14 | 7 | NP |  | Rit | NE | 9 | NE | Rit | Rit | 8 | NE | NE | 9     | 16º  |

| 1988 | Classe | Moto    |    |    |     |   |  |    |    |    |    |    |    |    |    |    |    | Punti | Pos. |
| ---- | ------ | ------- | -- | -- | --- | - |  | -- | -- | -- | -- | -- | -- | -- | -- | -- | -- | ----- | ---- |
| 1988 | 80     | Krauser | NE | NE | Rit | - |  | 10 | NE | NQ | NE | 21 | NE | NE | NE | 22 | NE | 6     | 22º  |

| 1989 | Classe | Moto    |    |    |    |    |    |    |    |   |   |    |    |    |    |   |    | Punti | Pos. |
| ---- | ------ | ------- | -- | -- | -- | -- | -- | -- | -- | - | - | -- | -- | -- | -- | - | -- | ----- | ---- |
| 1989 | 80     | Krauser | NE | NE | NE | 11 | 10 | 11 | NE | 7 | 9 | NE | NE | NE | NE | 7 | NE | 41    | 6º   |

| Legenda | 1º posto        | 2º posto            | 3º posto            | A punti      | Senza punti        | Grassetto – Pole position Corsivo – Giro più veloce |
| Legenda | Gara non valida | Non qual./Non part. | Ritirato/Non class. | Squalificato | '-' Dato non disp. | Grassetto – Pole position Corsivo – Giro più veloce |

### Classe 125
| 1990 | Classe | Moto   |   |    |    |   |   |    |   |    |   |    |    |   |   |   |   | Punti | Pos. |
| ---- | ------ | ------ | - | -- | -- | - | - | -- | - | -- | - | -- | -- | - | - | - | - | ----- | ---- |
| 1990 | 125    | Grossi | - | NE | NQ | - | - | NQ | - | NQ | - | NQ | NQ | - | - | - | - | 0     |      |

| Legenda | 1º posto        | 2º posto            | 3º posto            | A punti      | Senza punti        | Grassetto – Pole position Corsivo – Giro più veloce |
| Legenda | Gara non valida | Non qual./Non part. | Ritirato/Non class. | Squalificato | '-' Dato non disp. | Grassetto – Pole position Corsivo – Giro più veloce |